# Fundão (Portugal)
Fundão [fũˈdɐ̃ũ] ist eine Stadt in Portugal mit 9268 Einwohnern (Stand 30. Juni 2011).

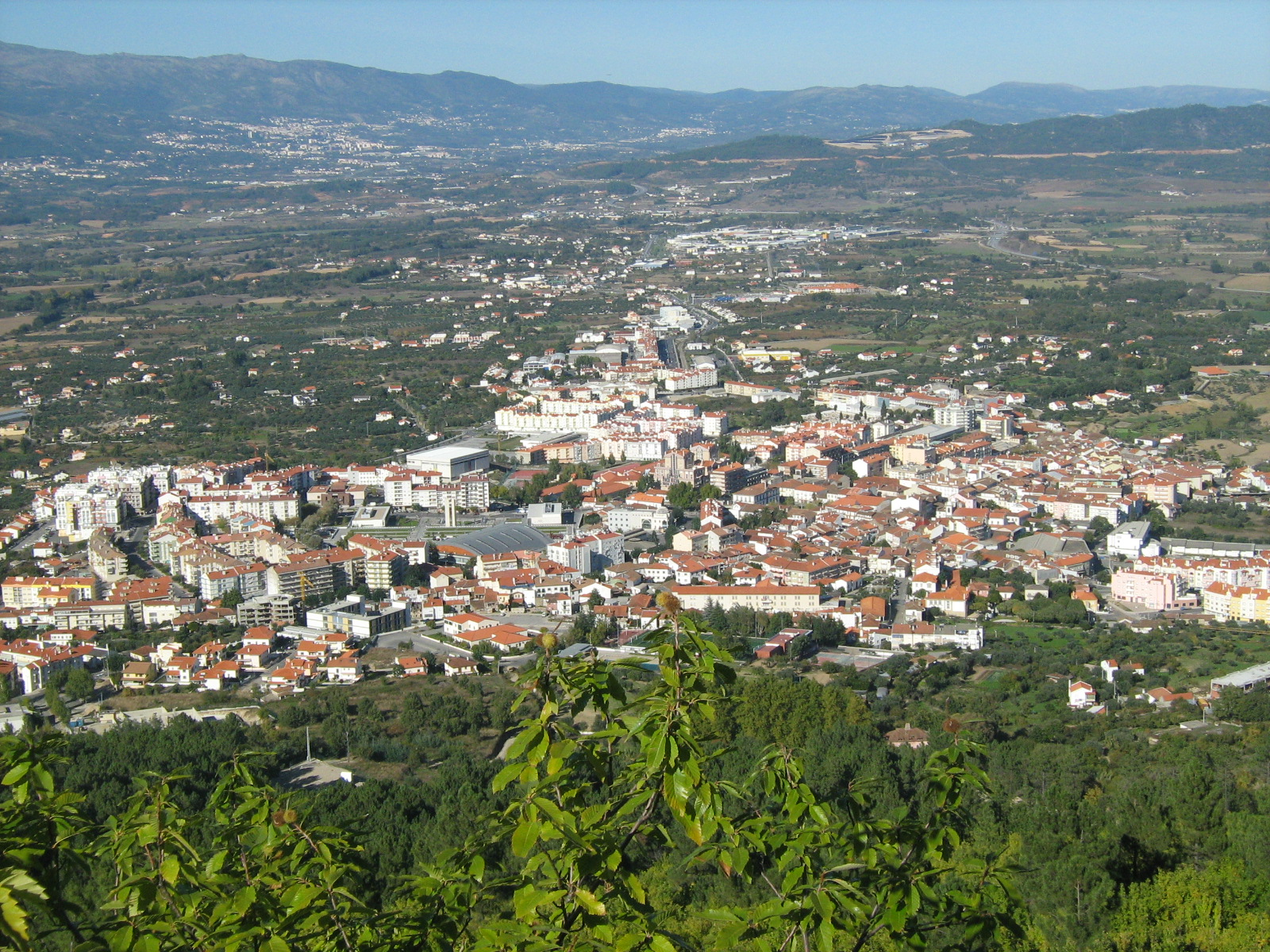
Blick auf Fundão

## Geschichte
Funde aus der Bronzezeit belegen eine Besiedlung seit der Castrokultur. Aus der Zeit der römischen Besatzung sind u. a. Villen und Wohnhäuser gefunden worden. Der heutige Ort entstand vermutlich im Zusammenhang der Wiederbesiedlung des Gebietes im Verlauf der Reconquista und der Gründung des unabhängigen Königreich Portugals 1140.
In den Erhebungen unter König D.Dinis im Jahr 1314 wird der Ort als größere Gemeinde geführt. Erst im Verlauf des 15. und insbesondere des 16. Jahrhunderts nimmt der Ort eine bedeutendere Entwicklung, als sich hier Juden, vor der spanischen Inquisition flüchtend, auch hier niederließen. In der Folge wuchs die Bevölkerung, und frühe Manufakturen entstanden. Im 17. Jahrhundert markiert die Einrichtung der Real Fábrica-Escola (dt.: königliche Fabrik und Schule) durch Sebastião José de Carvalho e Melo, der unter seinem ab 1769 geführten Adelstitel „Marquês de Pombal“ bekannt wurde, einen weiteren Entwicklungsschub des Ortes, insbesondere durch Textilindustrie und Wollverarbeitung. 1747 wurde er Sitz eines eigenen Kreises.
Das seit 1747 als Vila (Kleinstadt) geführte Fundão wurde im Jahre 1988 zur Cidade (Stadt) erhoben.

## Kultur, Sport und Sehenswürdigkeiten

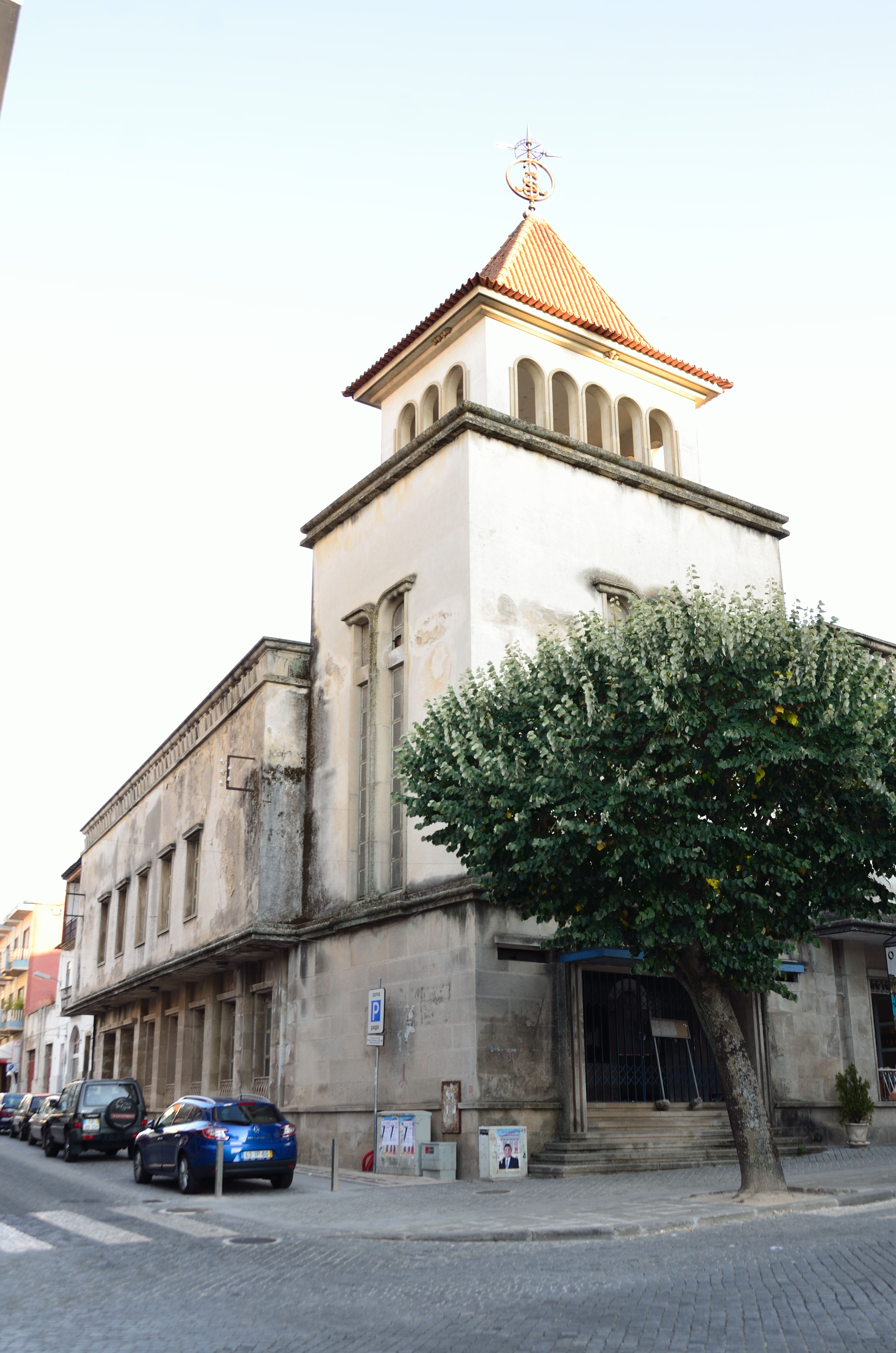
Das Kino Cine-Teatro Gardunha

Zu den zahlreichen Baudenkmälern des Ortes zählen eine Vielzahl Sakralbauten, Herrenhäuser und Brunnenanlagen, dazu verschiedene historische öffentliche Gebäude. Das heutige Rathaus (Câmara Municipal) ist in der früheren Real Fábrica de Lanifícios do Fundão untergebracht, der vom Marquês de Pombal 1755 gegründeten Textil-Fabrik und -Schule. Auch der historische Ortskern als Ganzes steht unter Denkmalschutz.
Seit 1998 findet im denkmalgeschützten Kino Cine-Teatro Gardunha das internationale Kurzfilm-Festival Imago – International Young Film Festival statt.
Die 1955 gegründete Associação Desportiva do Fundão ist der bedeutendste Sportverein des Kreises. Bekannt ist er insbesondere für seine Futsal-Abteilung, die in der ersten portugiesischen Liga spielt und ihre Heimspiele im städtischen Sportkomplex Pavilhão Municipal do Fundão austrägt.

## Verwaltung

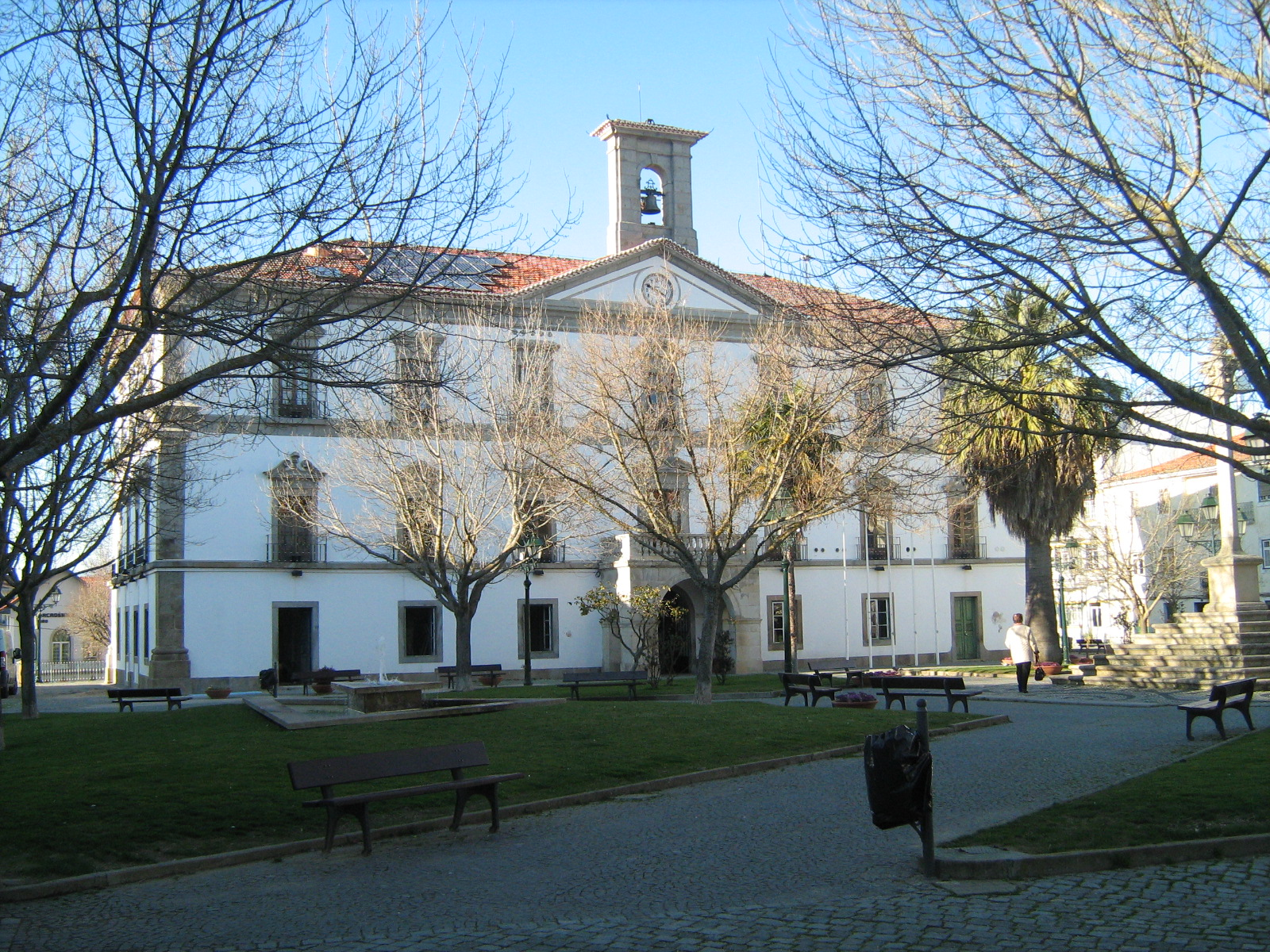
Das Rathaus von Fundão

### Der Kreis
Fundão ist Sitz eines gleichnamigen Kreises. Die Nachbarkreise sind (im Uhrzeigersinn im Norden beginnend): Covilhã, Belmonte, Sabugal, Penamacor, Idanha-a-Nova, Castelo Branco, Oleiros sowie Pampilhosa da Serra.
Mit der Gebietsreform im September 2013 wurden mehrere Gemeinden zu neuen Gemeinden zusammengefasst, sodass sich die Zahl der Gemeinden von zuvor 31 auf 23 verringerte.
Die folgenden Gemeinden (freguesias) liegen im Kreis Fundão:

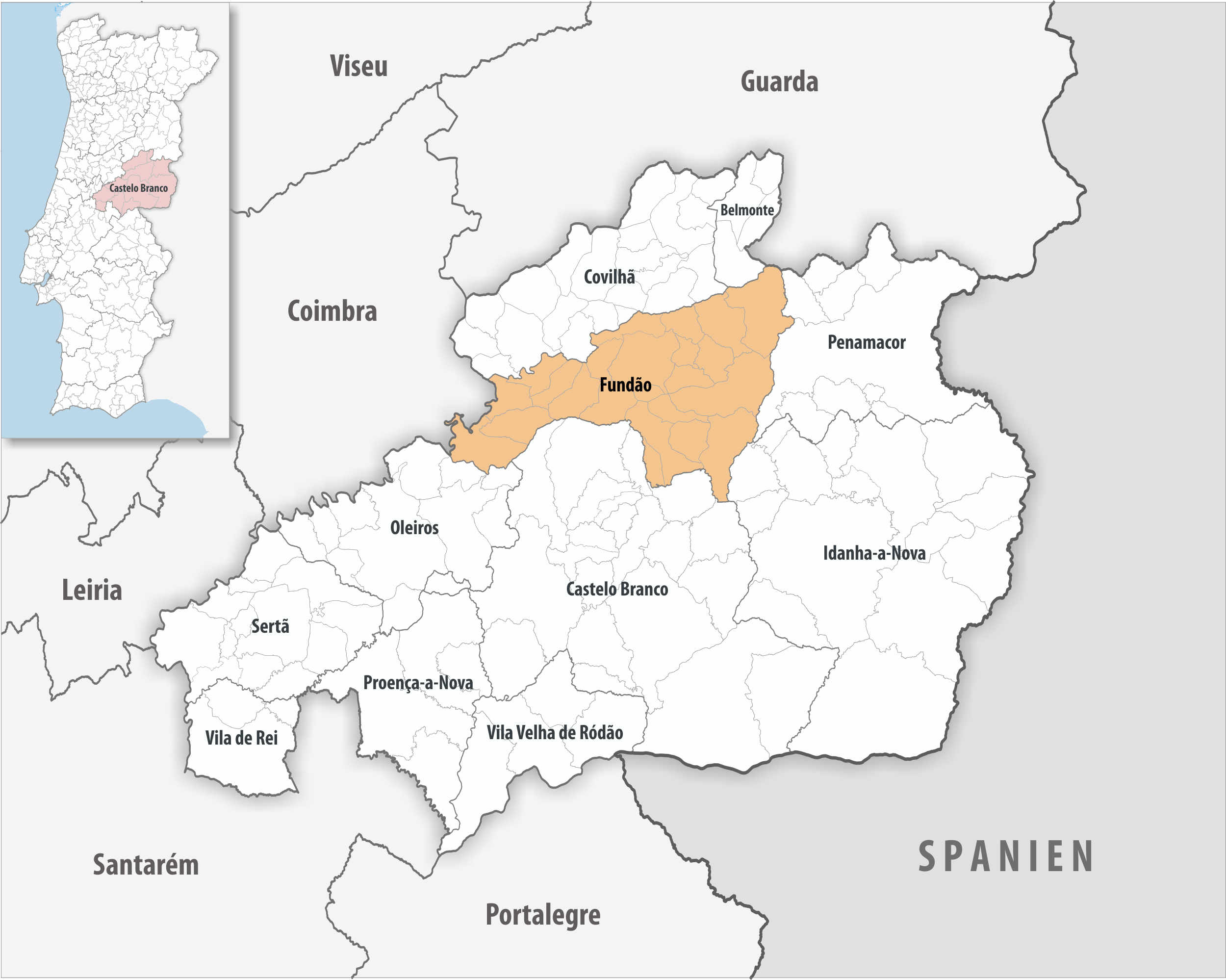
Kreis Fundão

| Gemeinde                                                        | Einwohner (2021) | Fläche km² | Dichte Einw./km² | LAU- Code |
| --------------------------------------------------------------- | ---------------- | ---------- | ---------------- | --------- |
| Alcaide                                                         | 583              | 16,72      | 35               | 050401    |
| Alcaria                                                         | 1.101            | 21,48      | 51               | 050402    |
| Alcongosta                                                      | 416              | 7,31       | 57               | 050403    |
| Alpedrinha                                                      | 930              | 16,19      | 57               | 050406    |
| Barroca                                                         | 378              | 23,10      | 16               | 050408    |
| Bogas de Cima                                                   | 328              | 31,24      | 10               | 050410    |
| Capinha                                                         | 411              | 39,64      | 10               | 050411    |
| Castelejo                                                       | 562              | 29,52      | 19               | 050412    |
| Castelo Novo                                                    | 353              | 40,51      | 9                | 050413    |
| Enxames                                                         | 437              | 22,48      | 19               | 050431    |
| Fatela                                                          | 456              | 11,27      | 40               | 050416    |
| Fundão, Valverde, Donas, Aldeia de Joanes e Aldeia Nova do Cabo | 12.639           | 57,83      | 219              | 050434    |
| Janeiro de Cima e Bogas de Baixo                                | 425              | 46,36      | 9                | 050433    |
| Lavacolhos                                                      | 180              | 19,87      | 9                | 050419    |
| Orca                                                            | 539              | 54,98      | 10               | 050420    |
| Pêro Viseu                                                      | 644              | 19,20      | 34               | 050421    |
| Póvoa de Atalaia e Atalaia do Campo                             | 1.039            | 24,18      | 43               | 050435    |
| Silvares                                                        | 968              | 20,25      | 48               | 050424    |
| Soalheira                                                       | 852              | 12,42      | 69               | 050425    |
| Souto da Casa                                                   | 746              | 29,37      | 25               | 050426    |
| Telhado                                                         | 579              | 17,64      | 33               | 050427    |
| Três Povos                                                      | 740              | 65,96      | 11               | 050432    |
| Vale de Prazeres e Mata da Rainha                               | 1.197            | 72,69      | 16               | 050436    |
| Kreis Fundão                                                    | 26.503           | 700,21     | 38               | 0504      |

### Einwohnerentwicklung
| Einwohnerzahl im Kreis Fundão (1801–2011) | Einwohnerzahl im Kreis Fundão (1801–2011) | Einwohnerzahl im Kreis Fundão (1801–2011) | Einwohnerzahl im Kreis Fundão (1801–2011) | Einwohnerzahl im Kreis Fundão (1801–2011) | Einwohnerzahl im Kreis Fundão (1801–2011) | Einwohnerzahl im Kreis Fundão (1801–2011) | Einwohnerzahl im Kreis Fundão (1801–2011) | Einwohnerzahl im Kreis Fundão (1801–2011) | Einwohnerzahl im Kreis Fundão (1801–2011) |
| ----------------------------------------- | ----------------------------------------- | ----------------------------------------- | ----------------------------------------- | ----------------------------------------- | ----------------------------------------- | ----------------------------------------- | ----------------------------------------- | ----------------------------------------- | ----------------------------------------- |
| 1801                                      | 1849                                      | 1900                                      | 1930                                      | 1960                                      | 1981                                      | 1991                                      | 2001                                      | 2011                                      |                                           |
| 14.658                                    | 15.821                                    | 35.248                                    | 42.932                                    | 47.593                                    | 32.089                                    | 31.687                                    | 31.482                                    | 29.172                                    |                                           |

### Kommunaler Feiertag
- 15. September

### Städtepartnerschaften
- Portugal: Marinha Grande (seit 1993)
- Portugal: Vila Real de Santo António (seit 1994)
- Estland: Haapsalu (seit 2004)
- Spanien: Alcántara (seit 2005)
- Kap Verde: Tarrafal (Kooperationsabkommen seit 2008)
- Brasilien: Campinas (seit 2012)
- Spanien: Malpartida de Corneja (seit 2012)
- Spanien: Valle del Jerte (seit 2014)

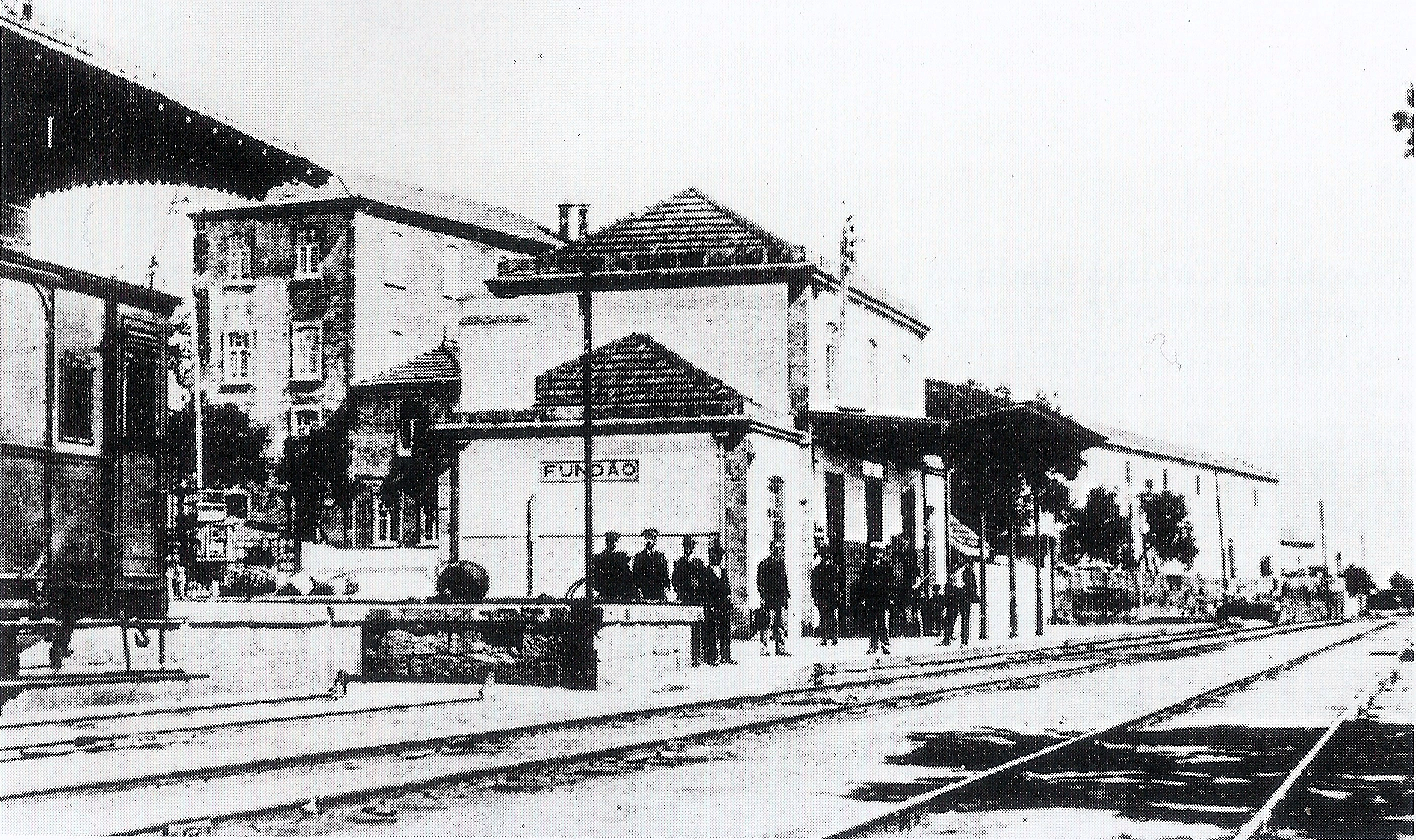
Der Bahnhof von Fundão (ca. 1910)

- Portugal: Montemor-o-Novo[11]

## Verkehr

### Eisenbahn
Die Stadt ist an das landesweite Bahnnetz der Comboios de Portugal angeschlossen. Sie ist ein Haltepunkt der Linha da Beira Baixa, die von Entroncamento bis Guarda führt.

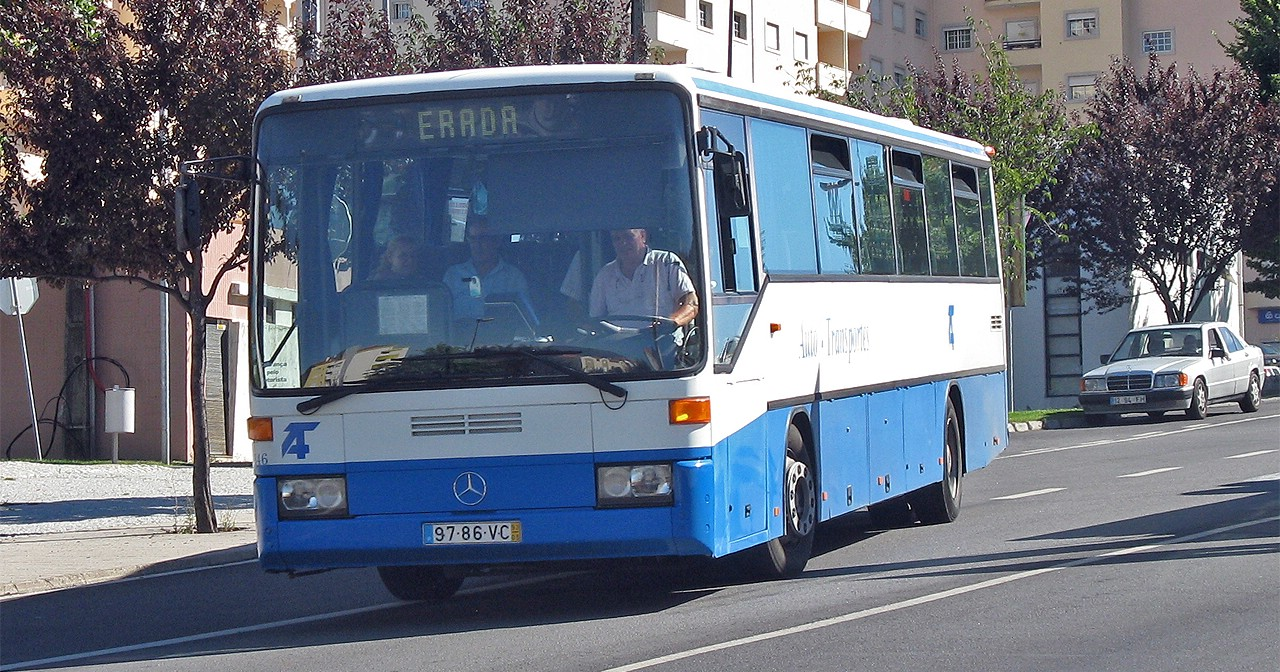
Nahverkehrsbus in Fundão

### Bus
Die Stadt ist in das landesweite Busnetz der Rede Expressos eingebunden, zudem stellen regionale Buslinien den öffentlichen Nahverkehr sicher. Im Ort selbst wird seit 2009 mit zwei städtischen Kleinbussen eine Rundlinie abgefahren.

### Autobahn
Die Stadt ist durch die Autobahn A23 mit den Orten Guarda und Torres Novas verbunden.

## Söhne und Töchter der Stadt

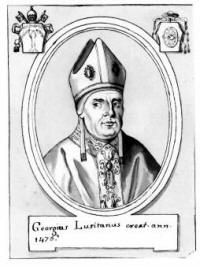
Jorge da Costa

- Jorge da Costa (1406–1508), Geistlicher aus Alpedrinha, Erzbischof von Braga und von Lissabon
- Martinho da Costa (1434–1521), Geistlicher aus Alpedrinha, Erzbischof von Lissabon, Bruder des Jorge da Costa
- Fernando Luís Mouzinho de Albuquerque (1817–1890), Militär, Journalist, Autor, Abgeordneter und Unternehmer
- João Franco Ferreira Pinto Castelo Branco  (1855–1929), Politiker aus Alcaide, von 1906 bis 1908 Ministerpräsident von Portugal
- João Carlos da Silva Nogueira (1872–1954), Admiral aus Vale de Prazeres, Gouverneur der Azoren
- João Alexandre Lopes Galvão (1874–1951), Militär aus Orca, Eisenbahningenieur, insbesondere in den Kolonien Angola und Mosambik
- João de Oliveira Matos Ferreira (1879–1962), Weihbischof in Guarda
- José Saraiva (1881–1946), Schuldirektor und Regierungsberater, Vater von José Hermano Saraiva
- Joaquim Guerra (1908–1993), Jesuit aus Lavacolhos, bedeutender Sinologe und Übersetzer
- Raúl Chorão Ramalho (1914–2001), Architekt
- Eugénio de Andrade (1923–2005), Lyriker aus Póvoa de Atalaia
- Celeste Rodrigues (1923–2018), Fado-Sängerin, Schwester von Amália Rodrigues
- Albano Dias Martins (* 1930), Lyriker, Übersetzer und Hochschullehrer
- Arlindo de Carvalho (* 1930), Musiker
- Daniel Proença de Carvalho (* 1941), Jurist und früherer Minister
- Lia Gama (* 1944), Schauspielerin aus Barroca
- José Manuel Barata Feyo (* 1947), Fernseh- und Print-Journalist aus Soalheira
- Alexandra (* 1950 als Maria José Canhoto in Soalheira), Sängerin
- Joaquim Rolão Preto (* 1959), Fußballtrainer aus Soalheira
- Bevinda (* 1961), französisch-portugiesische Sängerin
- Bruno Pais (* 1981), Triathlet, Olympiateilnehmer 2008